# Bury Football Club
Il Bury Football Club è una società calcistica inglese, con sede nella città di Bury, militante nella Premier Division della North West Counties League, nono livello della piramide calcistica inglese. Fondato nel 1885, nella sua storia ha vinto per due volte la FA Cup, nelle edizioni 1899-1900 e 1902-1903.
Il 27 agosto 2019 a causa di gravi difficoltà economiche e dopo che le partite della squadra erano state inizialmente rinviate, la squadra è stata espulsa dalla Football League One e dalla English Football League, della quale faceva parte da 125 anni

## Storia

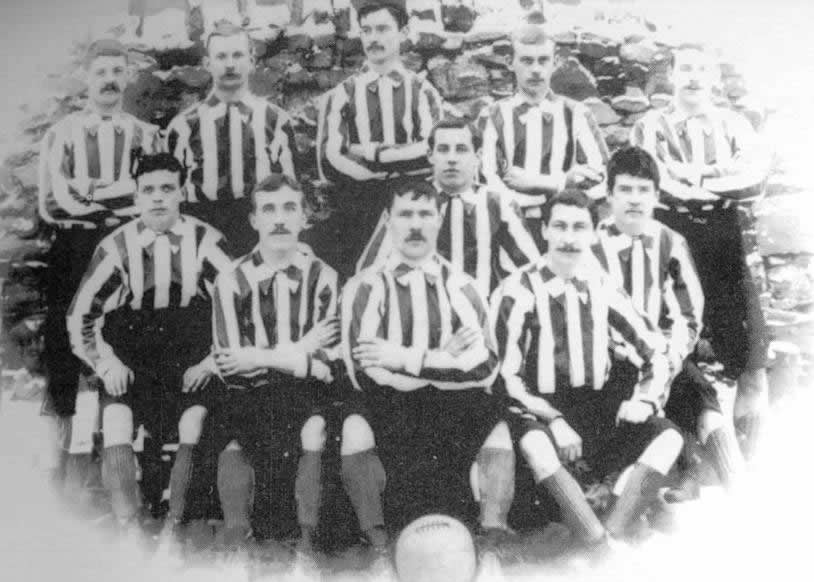
Formazione del Bury FC nella stagione 1892-1893.

Il Bury Football Club venne fondato il 24 aprile 1885 da Aiden Arrowsmith, un appassionato di calcio locale che aveva da poco organizzato degli incontri di calcio tra compagini cittadine. Il nuovo club trovò subito un terreno sul quale realizzare il campo da gioco, ribattezzato Gigg Lane. Nel giro di quattro mesi venne messa insieme la squadra e nel mese di settembre 1885 vennero disputate le prime due partite amichevoli, la prima contro il Little Lever della vicina Bolton terminò 2-2, la seconda contro una squadra di Wigan terminò 4-3 per il Bury FC. Nel 1887 il club venne iscritto alla FA Cup 1887-1888, ma si ritirò dalla competizione prima di affrontare il Blackburn nel primo turno. Dopo aver giocato per quattro anni solamente partite amichevoli, nel 1889 il Bury venne ammesso nella Lancashire League, vincendo la Lancashire Cup nel 1892, primo trofeo conquistato dal club. Nel 1894 il Bury fece richiesta di ammissione alla Football League, vedendo la sua richiesta accolta e venendo ammesso al campionato di Second Division assieme a Manchester City, Leicester Fosse e Burton Wanderers. Il 1º settembre 1894 il Bury vinse la partita d'esordio contro il Manchester City per 4-2, riuscendo poi nell'impresa di vincere tutte e quindici le partite disputate in casa nel campionato. Il Bury terminò il campionato al primo posto con 23 vittorie su 30 gare, venendo così ammesso ai play-off, dove affrontò il Liverpool, ultimo classificato in First Division: la vittoria per 1-0 significò per il Bury la promozione in First Division, la massima serie del campionato inglese.
Una volta conquistata la promozione in First Division, il Bury mantenne la propria presenza in massima serie per diciassette stagioni consecutive, fino alla retrocessione in Second Division, occorsa al termine della stagione 1911-1912. In questi anni ottenne la sua miglior prestazione nella stagione 1900-1901, conclusa col quinto posto in classifica. Inoltre, negli stessi anni gli Shakers conquistarono i loro primi trofei, trionfando in FA Cup in due edizioni. Nella finale dell'edizione 1899-1900, disputata allo stadio Crystal Palace di Londra davanti a circa 69 000 spettatori, il Bury sconfisse il Southampton per 4-0, avendo segnato le prime tre reti già nella prima mezz'ora di gioco.
Nella finale dell'edizione 1902-1903, disputata sempre allo stadio Crystal Palace davanti a circa 63 000 spettatori, il Bury sconfisse il Derby County per 6-0, risultando essere la vittoria più larga in una finale di FA Cup, record che venne poi eguagliato dal Manchester City più di cento anni dopo nella finale della FA Cup 2018-2019. Il pallone utilizzato nella finale del 1903 è in mostra al National Football Museum di Preston.
Dopo la retrocessione in Second Division nel 1912, il Bury spese in seconda serie le successive otto stagioni a cavallo della prima guerra mondiale, conquistando la promozione in First Division al termine della stagione 1923-1924, terminata col secondo posto in classifica a pari punti col Derby County, ma sopravanzandolo e venendo promosso grazie a un miglior quoziente reti. Il Bury rimase in First Division per le successive cinque stagioni fino alla retrocessione patita al termine della stagione 1928-1929 (al 2019 questa risulta essere l'ultima stagione disputata dagli Shakers nella massima serie del campionato inglese). In queste cinque stagioni il Bury raggiunse il quarto posto in classifica nel torneo 1925-1926, che rappresenta il miglior piazzamento del club, e in altre due occasioni raggiunse il quinto posto finale. Nella stessa stagione 1925-1926 l'attaccante del Bury Norman Bullock realizzò 31 reti in campionato, record che venne battuto solamente nella stagione 1981-1982 da Craig Madden, che realizzò 35 reti nel campionato di Fourth Division.
Dal 1929 al 1957 il Bury disputò 21 stagioni consecutive in Second Division, arrivando molto vicino alla promozione in massima serie nella stagione 1936-1937, che concluse al terzo posto in classifica. Nel 1957 venne retrocesso per la prima volta in Third Division, militando nel raggruppamento North nella stagione 1957-1958, venendo ammesso al girone unico della Third Division nella stagione successiva. La stagione 1960-1961 vide il Bury vincere il campionato di Third Division, realizzando complessivamente 108 reti, e tornando nel secondo livello. Delle successive otto stagioni sette vennero disputate in Second Division, ottenendo come miglior risultato un ottavo posto nella stagione 1962-1963. Dopo la retrocessione in Third Division nel 1969 arrivò la retrocessione per la prima volta in Fourth Division nel 1971. Dopo tre stagioni in quarta serie il Bury riuscì a tornare in terza serie, rimanendovi per le sei stagioni successive, finché nel 1980 arrivò una nuova retrocessione in Fourth Division. Altre cinque stagioni vennero spese nella quarta serie, tornando in Third Division nel 1985, anno del centenario del club. Dopo aver perso i play-off promozione per due stagioni consecutive, il Bury, che stava affrontando un periodo di difficioltà economiche, concluse al quart'ultimo posto nella stagione 1991-1992, venendo così retrocesso nel quarto livello del campionato inglese, che proprio per la stagione successiva venne rinominato Third Division, a seguito della nascita della Premier League. Nel giro di pochi anni il Bury iniziò a risalire la china, ottenendo due promozioni di fila nel biennio 1996-1997, passando dalla Third alla First Division, diventata seconda serie nazionale. La sconfitta casalinga a fine settembre 1997 contro il West Bromwich segnò la fine di una striscia di 29 partite casalinghe senza sconfitte al Gigg Lane. Nell'estate 1998 la partenza di Stan Ternent, l'allenatore che aveva guidato gli Shakers negli ultimi tre anni, e di altri calciatori, assieme a nuove difficoltà economiche, determinarono un calo delle prestazioni del club, che non riuscì a evitare la retrocessione in Second Division al termine della stagione 1998-1999, avendo realizzando un minor numero di reti rispetto alle altre tre squadre con le quali aveva chiuso a pari punti il campionato.
Nella stagione 2000-2001 le difficoltà economiche del club continuarono, con la società messa in vendita e senza la possibilità di acquistare le prestazioni di nuovi calciatori. Nonostante ciò, il Bury riuscì a salvarsi. Nella stagione 2001-2002 le difficoltà si acuirono e il 1º marzo 2002 il club venne messo sotto amministrazione controllata. Il club si salvò grazie a una campagna di raccolta fondi messa in atto dai tifosi del Bury, tanto che l'addetto stampa del club, Gordon Sorfleet, venne premiato dalla UEFA per il suo ruolo attivo nella campagna di raccolta fondi. Al termine della stagione il Bury venne retrocesso in Third Division. Per le nove stagioni successive il Bury rimase nel quarto livello nazionale, che nel 2004 cambiò denominazione in Football League Two. Nel dicembre 2006 il Bury divenne il primo club a essere escluso dalla FA Cup per aver schierato un calciatore irregolare nella ripetizione della partita del secondo turno contro il Chester City. Al termine della stagione 2006-2007 gli Shakers ottennero la peggior prestazione, classificandosi al ventunesimo posto. Negli anni successivi il Bury migliorò le proprie prestazioni, conquistando il secondo posto al termine della Football League Two 2010-2011 e ottenendo la promozione in Football League One. Dopo un'alternanza di stagioni League One e in League Two, il Bury concluse all'ultimo posto la Football League One 2017-2018, venendo così retrocesso. Nella stagione successiva in League Two la squadra ebbe un buon inizio, mettendo insieme nel periodo invernale una serie di quattordici partite senza sconfitte fino a chiudere la stagione al secondo posto, tornando prontamente in League One.
Nonostante la promozione conquistata sul campo, i problemi finanziari del Bury si acuirono nel corso dell'estate 2019. Dopo che il club era stato comprato da Steve Dale nel dicembre 2018, nel febbraio 2019 venne pagata una fattura fiscale in sospeso per evitare la liquidazione da parte del HM Revenue and Customs. Ad aprile 2019 i problemi ritornarono con staff e calciatori che non avevano ricevuto lo stipendio del mese precedente. Ne conseguì una nuova richiesta di liquidazione del club, che venne posticipata in attesa di nuovi acquirenti. Sul finire di luglio 2019 venne rinviato l'esordio del Bury in campionato contro l'MK Dons, così come venne poi fatto per le tre partite successive e per le partite di coppa. L'8 agosto 2019 la EFL diede al Bury FC due settimane di tempo per definire un piano per pagare i creditori, pena l'esclusione dal campionato. Dopo aver avuto qualche giorno di proroga vista la possibilità di vendita del club, cessione non avvenuta per rinuncia da parte del potenziale acquirente, il 27 agosto 2019 la English Football League annunciò l'espulsione del Bury FC dalla EFL e dal campionato di Football League One.
Nel novembre 2020 il club è stato messo sotto amministrazione controllata. Nel maggio 2021 lo stadio Gigg Lane venne messo in vendita da parte dell'amministratore. Il 22 ottobre 2021 gli amministratori annunciarono che era stata data esclusività d'acquisto di club e stadio all'offerta fatta dal gruppo Est 1885, un gruppo formato da tifosi del Bury FC.

## Palmarès

### Competizioni nazionali
- Campionato inglese di seconda divisione: 1

1894-1895
- Third Division: 2

1960-1961, 1996-1997
- Coppa d'Inghilterra: 2

1899-1900, 1902-1903

### Competizioni giovanili
- FA Youth Cup: 1

1965-1966

### Competizioni regionali
- Manchester Senior Cup: 9

1893-1894, 1895-1896, 1896-1897, 1899-1900, 1903-1904, 1904-1905, 1924-1925, 1950-1951, 1951-1952
- Lancashire Senior Cup: 11

- North West Counties Football League Division One North: 1

2021-2022

## Statistiche e record

### Partecipazione ai campionati
| Livello | Categoria           | Partecipazioni | Debutto   | Ultima stagione | Totale |
| ------- | ------------------- | -------------- | --------- | --------------- | ------ |
| 1º      | First Division      | 22             | 1895-1896 | 1928-1929       | 22     |
| 2º      | Second Division     | 37             | 1894-1895 | 1968-1969       | 39     |
| 2º      | First Division      | 2              | 1997-1998 | 1998-1999       | 39     |
| 3º      | Third Division      | 20             | 1957-1958 | 1991-1992       | 29     |
| 3º      | Second Division     | 4              | 1996-1997 | 2001-2002       | 29     |
| 3º      | Football League One | 5              | 2011-2012 | 2017-2018       | 29     |
| 4º      | Fourth Division     | 8              | 1971-1972 | 1984-1985       | 24     |
| 4º      | Third Division      | 6              | 1992-1993 | 2003-2004       | 24     |
| 4º      | Football League Two | 10             | 2004-2005 | 2018-2019       | 24     |

### Record
- Il Bury FC detiene, assieme al Manchester City, il primato della vittoria più larga in una finale di FA Cup (6-0 nella finale della FA Cup 1902-1903)[10].
- Nel 2005 il Bury FC è diventato il primo club inglese ad aver realizzato 1000 reti in ciascuna delle prime quattro serie del campionato inglese[25].
- Nel 1999 il Bury FC è stato il primo club professionistico europeo a mettere sotto contratto un calciatore indiano, Baichung Bhutia[26].

### Statistiche individuali
- 153  Craig Madden (1977-1986)
- 131  Walter Amos (1923-1934)

131  George Jones (1966-1973)
- 129  Norman Bullock (1920-1935)
- 112  John Reid Smith (1928-1933)
- 109  David Robbie (1921-1935)
- 105  Billy Hibbert (1902-1906)
- 100  Liam Robinson (1986-1993)
- 99  John Ball (1923-1929
- 90  Charles Sagar (1898-1905)

## Tifoseria

### Rivalità
La principale rivalità dei tifosi del Bury è quella contro il Bolton. Altra accesa rivalità è quella contro il Rochdale, col quale disputa il cosiddetto M66 derby.

## Organico

### Rosa 2018-2019
| N. |                             | Ruolo | Calciatore        |
| -- | --------------------------- | ----- | ----------------- |
| 1  | Irlanda (bandiera)          | P     | Joe Murphy        |
| 2  | Inghilterra (bandiera)      | D     | Tom Miller        |
| 3  | Inghilterra (bandiera)      | D     | Chris Stokes      |
| 4  | Inghilterra (bandiera)      | C     | Will Aimson       |
| 5  | Irlanda del Nord (bandiera) | D     | Adam Thompson     |
| 6  | Irlanda (bandiera)          | D     | Eoghan O'Connell  |
| 7  | Galles (bandiera)           | C     | Nicky Adams       |
| 8  | Irlanda (bandiera)          | C     | Stephen Dawson    |
| 9  | Giamaica (bandiera)         | A     | Jermaine Beckford |
| 10 | Inghilterra (bandiera)      | C     | Danny Mayor       |
| 11 | Inghilterra (bandiera)      | A     | Chris Dagnall     |
| 12 | Inghilterra (bandiera)      | C     | Callum Styles     |
| 13 | Inghilterra (bandiera)      | P     | Mathew Hudson     |
| 14 | Inghilterra (bandiera)      | D     | Phil Edwards      |
| 15 | Inghilterra (bandiera)      | C     | Byron Moore       |

| N. |                             | Ruolo | Calciatore            |
| -- | --------------------------- | ----- | --------------------- |
| 16 | Inghilterra (bandiera)      | D     | Ryan Cooney           |
| 18 | Inghilterra (bandiera)      | A     | Dom Telford           |
| 19 | Inghilterra (bandiera)      | D     | Scott Wharton         |
| 20 | Galles (bandiera)           | C     | Joe Adams             |
| 21 | Scozia (bandiera)           | C     | Callum McFadzean      |
| 22 | Inghilterra (bandiera)      | A     | Chris Sang            |
| 26 | Irlanda (bandiera)          | C     | James O'Shea          |
| 27 | Svizzera (bandiera)         | A     | Gold Omotayo          |
| 28 | Inghilterra (bandiera)      | C     | Saul Shotton          |
| 31 | Guyana (bandiera)           | C     | Neil Danns (capitano) |
| 32 | Irlanda del Nord (bandiera) | A     | Caolan Lavery         |
| 36 | Inghilterra (bandiera)      | A     | Nicky Maynard         |
| 37 | Zimbabwe (bandiera)         | D     | Dougie Nyaupembe      |
| 43 | Inghilterra (bandiera)      | A     | Scott Moloney         |
|    | Nigeria (bandiera)          | C     | Wealth Da Silva       |

### Rosa 2017-2018
| N. |                             | Ruolo | Calciatore                |
| -- | --------------------------- | ----- | ------------------------- |
| 1  | Irlanda (bandiera)          | P     | Joe Murphy                |
| 2  | Galles (bandiera)           | D     | Craig Jones               |
| 3  | Inghilterra (bandiera)      | D     | Greg Leigh                |
| 4  | Inghilterra (bandiera)      | C     | Andrew Tutte              |
| 5  | Irlanda del Nord (bandiera) | D     | Adam Thompson             |
| 6  | Irlanda (bandiera)          | D     | Eoghan O'Connell          |
| 7  | Scozia (bandiera)           | C     | Chris Maguire             |
| 8  | Irlanda (bandiera)          | C     | Stephen Dawson (capitano) |
| 9  | Giamaica (bandiera)         | A     | Jermaine Beckford         |
| 10 | Inghilterra (bandiera)      | C     | Danny Mayor               |
| 12 | Inghilterra (bandiera)      | P     | Connor Ripley             |
| 14 | Inghilterra (bandiera)      | D     | Phil Edwards              |
| 16 | Inghilterra (bandiera)      | C     | Zeli Ismail               |
| 18 | Inghilterra (bandiera)      | C     | Josh Laurent              |

| N. |                        | Ruolo | Calciatore     |
| -- | ---------------------- | ----- | -------------- |
| 19 | Inghilterra (bandiera) | A     | George Miller  |
| 22 | Inghilterra (bandiera) | A     | Chris Sang     |
| 23 | Inghilterra (bandiera) | D     | Joe Skarz      |
| 24 | Inghilterra (bandiera) | C     | Callum Styles  |
| 25 | Hong Kong (bandiera)   | C     | Wai-Tsun Dai   |
| 26 | Irlanda (bandiera)     | C     | James O'Shea   |
| 27 | Inghilterra (bandiera) | D     | Nathan Cameron |
| 30 | Inghilterra (bandiera) | C     | Rohan Ince     |
| 31 | Guyana (bandiera)      | C     | Neil Danns     |
| 32 | Inghilterra (bandiera) | A     | James Hanson   |
| 33 | Inghilterra (bandiera) | C     | Harry Bunn     |
| 36 | Inghilterra (bandiera) | D     | Peter Clarke   |
| 39 | Inghilterra (bandiera) | A     | Ryan Lowe      |

### Rosa 2015-2016
| N. |                        | Ruolo | Calciatore       |
| -- | ---------------------- | ----- | ---------------- |
| 1  | Inghilterra (bandiera) | P     | Christian Walton |
| 2  | Inghilterra (bandiera) | D     | Joe Riley        |
| 3  | Inghilterra (bandiera) | D     | Chris Hussey     |
| 4  | Inghilterra (bandiera) | C     | Andrew Tutte     |
| 5  | Inghilterra (bandiera) | D     | Peter Clarke     |
| 6  | Inghilterra (bandiera) | A     | Kelvin Etuhu     |
| 8  | Inghilterra (bandiera) | C     | Jacob Mellis     |
| 9  | Inghilterra (bandiera) | A     | Leon Clarke      |
| 10 | Inghilterra (bandiera) | C     | Danny Mayor      |
| 11 | Inghilterra (bandiera) | A     | Tom Pope         |
| 12 | Inghilterra (bandiera) | C     | Chris Sedgwick   |

| N. |                        | Ruolo | Calciatore     |
| -- | ---------------------- | ----- | -------------- |
| 14 | Inghilterra (bandiera) | C     | Craig Jones    |
| 15 | Inghilterra (bandiera) | A     | Ryan Lowe      |
| 19 | Inghilterra (bandiera) | C     | Tom Soares     |
| 22 | Inghilterra (bandiera) | C     | Danny Pugh     |
| 26 | Inghilterra (bandiera) | P     | Rob Lainton    |
| 27 | Inghilterra (bandiera) | D     | Nathan Cameron |
| 30 | Inghilterra (bandiera) | A     | James Poole    |
| 32 | Inghilterra (bandiera) | A     | Danny Rose     |
| 40 | Inghilterra (bandiera) | D     | Reece Brown    |
|    | Inghilterra (bandiera) | A     | Brayden Shaw   |
|    | Inghilterra (bandiera) | D     | Matty Foulds   |